# CHL Import Draft 2005
CHL Import Draft 2005 – 14. draft CHL w historii. Łącznie wybrano 71 zawodników (przewidziano 73 wyborów).

## Wybrani
Pozycje: B – bramkarz, LO – lewy obrońca, PO – prawy obrońca, C – center, LS – lewoskrzydłowy, PS – prawoskrzydłowy

Ligi: OHL – Ontario Hockey League, QMJHL – Quebec Major Junior Hockey League, WHL – Western Hockey League

### Runda 1
| #  | Zawodnik (pozycja)     | Pochodzenie | Klub macierzysty         | Klub wybierający (liga)              |
| -- | ---------------------- | ----------- | ------------------------ | ------------------------------------ |
| 1  | Jakub Vojta (PO)       | Czechy      | Sparta Praga U20         | Ottawa 67’s (OHL)                    |
| 2  | Niclas Bergfors (PS)   | Szwecja     | Södertälje SK            | St. John’s Fog Devils (QMJHL)        |
| 3  | Petr Kalus (PS)        | Czechy      | HC Vítkovice U20         | Regina Pats (WHL)                    |
| 11 | Ondřej Pavelec (B)     | Czechy      | HC Kladno U20            | Cape Breton Screaming Eagles (QMJHL) |
| 16 | Oskar Osala (LS)       | Finlandia   | Vaasan Sport             | Mississauga IceDogs (OHL)            |
| 20 | Igor Makarow (PS)      | Rosja       | Krylja Sowietow 2 Moskwa | Victoriaville Tigres (QMJHL)         |
| 27 | Mário Bližňák (C)      | Słowacja    | HK Dubnica U20           | Vancouver Giants (WHL)               |
| 31 | Jiří Tlustý (LS)       | Czechy      | HC Kladno U20            | Sault Ste. Marie Greyhounds (OHL)    |
| 33 | Jannik Hansen (PS)     | Dania       | Rødovre IK               | Portland Winterhawks (WHL)           |
| 36 | Vladimír Mihálik (LO)  | Słowacja    | PHK Prešov               | Red Deer Rebels (WHL)                |
| 38 | Michael Frolík (PS)    | Czechy      | HC Kladno                | Rimouski Océanic (QMJHL)             |
| 41 | Felix Schütz (C)       | Niemcy      | EV Landshut U18          | Saint John Sea Dogs (QMJHL)          |
| 48 | Fredrik Pettersson (C) | Szwecja     | Frölunda HC J20          | Calgary Hitmen (WHL)                 |
| 49 | Sebastian Dahm (B)     | Dania       | Malmö Redhawks J20       | Belleville Bulls (OHL)               |
| 51 | Anton Chudobin (B)     | Rosja       | Mietałłurg Magnitogorsk  | Saskatoon Blades (WHL)               |
| 57 | Siarhiej Kascicyn (LS) | Białoruś    | HK Homel                 | London Knights (OHL)                 |
| 58 | Alexander Edler (LO)   | Szwecja     | Modo Hockey J20          | Kelowna Rockets (WHL)                |

### Runda 2
| #  | Zawodnik (pozycja)    | Pochodzenie | Klub macierzysty | Klub wybierający (liga)       |
| -- | --------------------- | ----------- | ---------------- | ----------------------------- |
| 59 | Anže Kopitar (C)      | Słowenia    | Södertälje SK    | Regina Pats (WHL)             |
| 68 | Iwan Wiszniewski (LO) | Rosja       | Łada 2 Togliatti | Rouyn-Noranda Huskies (QMJHL) |